# Breguet Bre 19
Il Breguet Bre 19, citato anche come Breguet XIX, Breguet 19 o Breguet Br.19, era un monomotore biplano multiruolo prodotto dall'azienda francese Société anonyme des ateliers d'aviation Louis Breguet negli anni venti.
Utilizzato principalmente in patria nei ruoli bombardiere leggero (versione B2) e ricognitore   (A2) a lungo raggio dall'Armée de l'air, rimase per molti anni il principale caccia dell'aeronautica militare francese ma ebbe un buon successo commerciale anche all'estero, sia venduto direttamente che prodotto localmente su licenza, dove venne impiegato in diversi eventi bellici in Sudamerica, nel Nordafrica, in Spagna e nella prima fase della seconda guerra mondiale.
Il Bre 19 fu inoltre protagonista del conseguimento di numerosi primati mondiali per velivoli della stessa classe tra i quali spiccano quelli di durata conseguiti con le versioni 19 Bre TR Bidon e 19 TF Super Bidon, quest'ultima appositamente realizzata.

## Storia del progetto
All'inizio degli anni venti, la Breguet ritenne di dover sviluppare un nuovo velivolo che potesse sostituire, ricoprendone i ruoli, il precedente Bre 14 risalente al periodo finale della prima guerra mondiale. Il progetto del nuovo velivolo venne affidato al capo dell'ufficio progetti Marcel Vuillerme che riprese l'impostazione del Bre 14 realizzando un compatto monomotore biplano biposto realizzato completamente in metallo.
Il prototipo, al quale venne assegnata la designazione Bre 19.01, venne presentato ufficialmente alla settima edizione del Salon de l'Aeronautique di Parigi, svoltosi dal 12 al 17 novembre 1921, equipaggiato con un motore sperimentale Breguet-Bugatti dall'architettura 16 cilindri a V e 450 cv, composto da due motori Bugatti otto cilindri accoppiati, in grado di erogare una potenza di 450 CV (336 kW) ed accoppiato ad un'elica quadripala a passo fisso.
Successivamente venne equipaggiato con un motore più convenzionale, un Renault 12Kb V12, anch'esso capace di 450 CV (336 kW) ma che non presentava i problemi di messa a punto del precedente. In questa configurazione venne portato in volo per la prima volta dal pilota collaudatore Robert Thierynel nel marzo 1922. Le incoraggianti prestazioni ottenute fecero seguire il primo esemplare da altri 11 di preserie costruiti nello stabilimento di Vélizy-Villacoublay i quali effettuarono un intenso programma di sviluppo tra l'altro equipaggiati con diverse soluzioni nella propulsione, per la maggior parte dotati di architettura V12.

## Tecnica
Il Bre 19 era un velivolo che conservava, per l'epoca, un aspetto tradizionale, monomotore biplano con carrello fisso, e realizzato in tecnica mista.
La fusoliera, di sezione ellittica, era realizzata con una struttura tubolare in duralluminio ricoperta anteriormente, fino al posto di pilotaggio, da fogli anch'essi di duralluminio e posteriormente in tela. Era caratterizzata dall'adozione di due abitacoli in tandem, l'anteriore destinato al pilota ed il posteriore per l'osservatore e mitragliere. Posteriormente terminava in un impennaggio tradizionale monoderiva con piani orizzontali a sbalzo.
La configurazione alare era biplano-sesquiplana, con l'ala inferiore di apertura minore della superiore, realizzate anch'esse in tecnica mista e collegate tra loro da un unico robusto montante per lato.
Il carrello d'atterraggio era un semplice biciclo anteriore tradizionale e fisso integrato da un pattino d'appoggio posteriore.
La propulsione venne affidata ad un buon numero di diverse motorizzazioni ed architetture.

## Utilizzatori
Argentina
- Fuerza Aérea Argentina

operò con 25 esemplari.
 Belgio
- Aéronautique Militaire/Militair Vliegwezen

operò con 6 Bre 19 B2 di produzione francese più esemplari costruiti su licenza dalla SABCA.
 Bolivia
- Fuerza Aérea de Bolivia

operò con 15 Bre 19 B2 dal 1928, utilizzati in operazioni belliche durante la guerra del Chaco.
 Brasile
- Serviço de Aviação Militar

operò con 5 esemplari.
 Cina
- Chung-Hua Min-Kuo K'ung-Chün

 Croazia
- Zrakoplovstvo NDH

operò con esemplari acquisiti dopo la caduta del Regno di Jugoslavia.
 Francia
- Armée de l'air

 Giappone
secondo alcune pubblicazioni vennero acquistati due esemplari prima di una produzione su licenza, non suffragata da fonti bibliografiche, dalla Nakajima.
 Grecia
- Ellinikí Vasilikí Aeroporía

operò durante la seconda guerra mondiale contro l'invasione italiana durante la Campagna italiana di Grecia.
 Iran

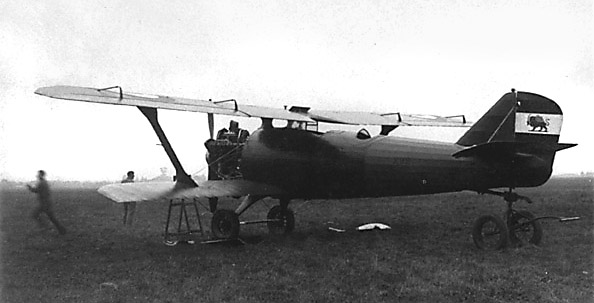
Breguet 19, Niru-ye Havayi-ye Shahanshahiy-e Iran

- Niru-ye Havayi-ye Shahanshahiy-e Iran

operò con due esemplari.
 Italia
- Regia Aeronautica

acquistò un esemplare per prove di valutazione.
 Jugoslavia
- Jugoslovensko kraljevsko ratno vazduhoplovstvo i pomorska avijacija

operò con 120 esemplari.
 Jugoslavia
- Jugoslovensko ratno vazduhoplovstvo i protivvazdušna odbrana

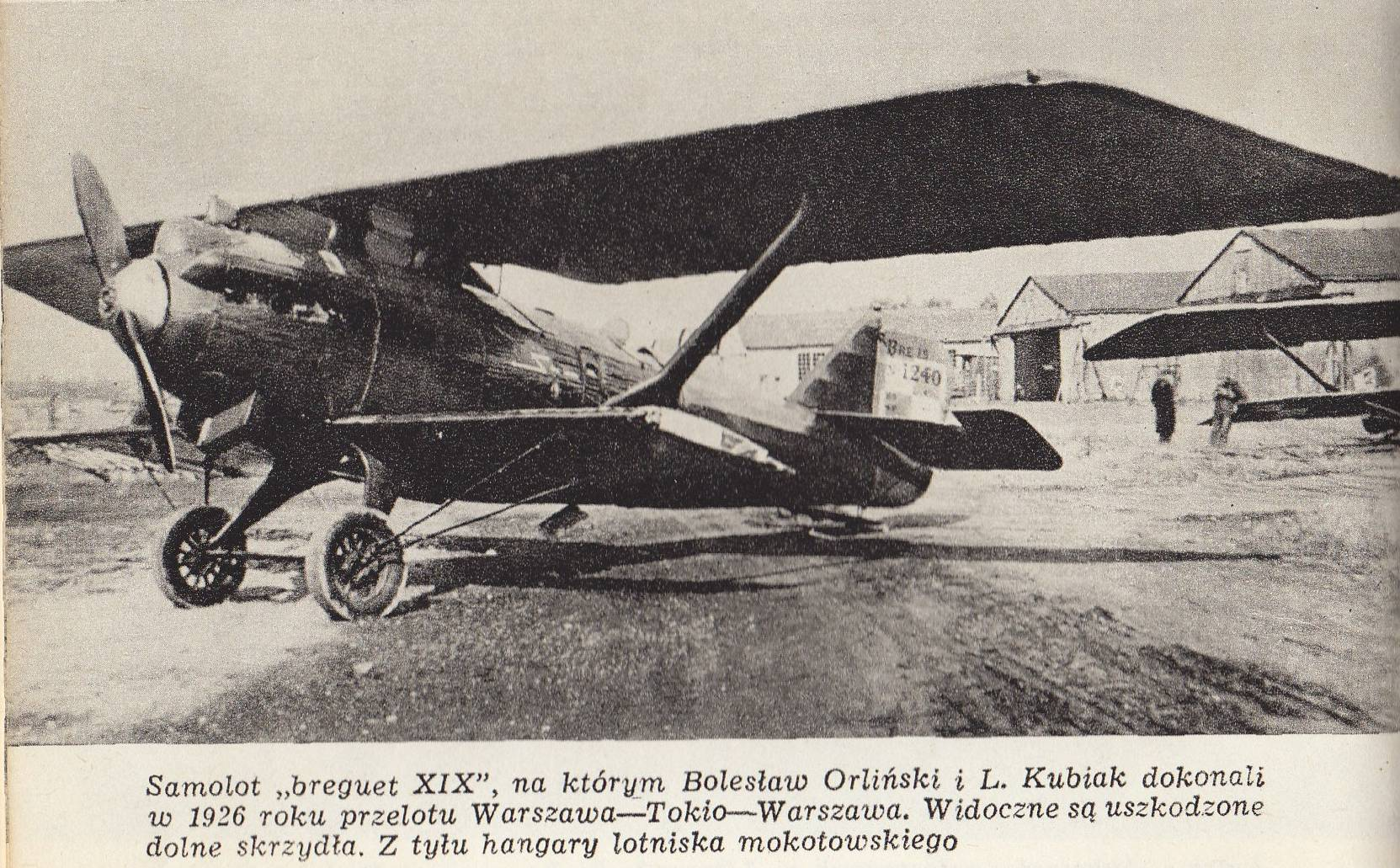
Breguet 19, Polonia

 Polonia
- Siły Powietrzne

 Regno Unito
- Royal Air Force

acquistò due esemplari per valutazioni.
 Romania
- Forțele Aeriene Regale ale României

 Spagna
- Aeronáutica Militar Española

 Spagna

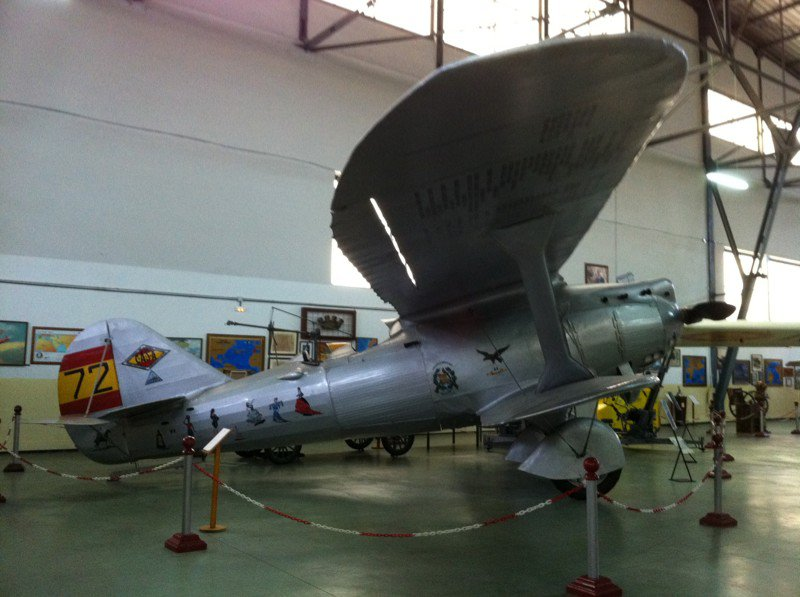
Breguet 19, Spagna

- Fuerzas Aéreas de la República Española

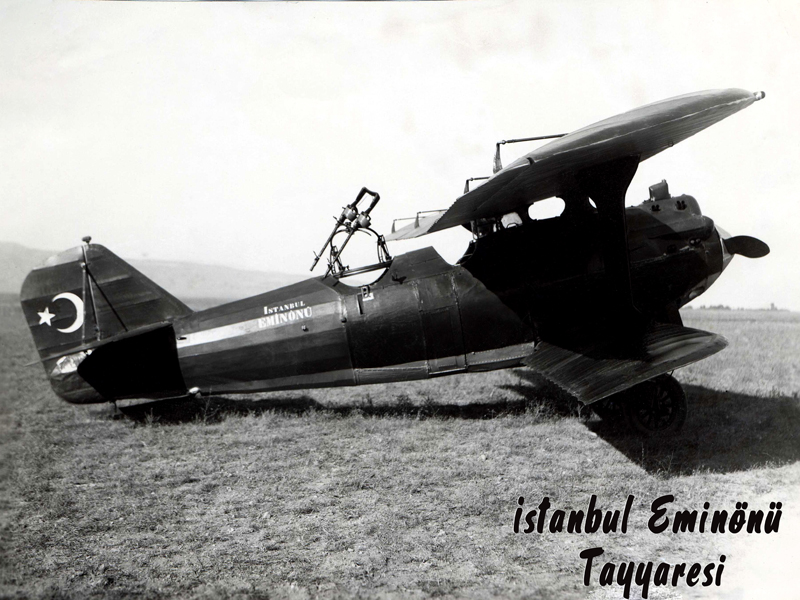
Breguet 19, Hava Müsteşarlığı

 Spagna
- Aviación Nacional

 Turchia
- Hava Müsteşarlığı

 Unione Sovietica
- Sovetskie Voenno-vozdušnye sily

acquistò un esemplare per valutazioni.
 Uruguay
- Aeronáutica Militar Uruguaya

 Venezuela
- Escuela de Aviación Militar Venezolana

### Pubblicazioni
- William Green, Gordon Swanborough, Pierre Leyvastre, The Saga of the Ubiquitous Breguet, in Air Enthusiast, Seven, luglio-September 1978,  pp. 161-181.